# Meksikanci
Meksikanci (špa. Pueblo mexicano – kolektivni naziv; Mexicanos – pojedinačni naziv), neoromanski narod koji je nakon nezavisnosti Meksika razvio vlastitu nacionalnu svijest; u smislu državljanstva predstavlja stanovnike Meksika
Meksikanci potječu od domorodačkog indijanskog stanovništva, kao i od španjolskih kolonijalista. Zbog toga ih većina po rasnim obilježjima pripada mesticima, a i takvima se smatra. Meksikanaca s čisto bjelačkim obilježjima ima relativno malo, ali oni tradicionalno uživaju dominantan položaj, pogotovo u lokalnoj industriji zabave. U 20. stoljeću je na etnički i rasni sastav Meksika utjecaj imala i imigracija iz europskih država, kao i liberalna politika davanja azila političkim izbjeglicama iz latinskoameričkih država.
Etnički Meksikanci po vjeri su dominatno katolici, u manjoj mjeri ima protestanata, muslimana, židova, budista i drugih vjera koje im etnički ne pripadaju nego pripadaju drugim etničkim manjinama među kojima Židovima, Arapima, Francuzima i raznim anglofonskim skupinama.
Meksikanci su, zahvaljujući velikoj potrebi američke ekonomije za jeftinom radnom snagom, stvorili snažnu i utjecajnu dijasporu u SAD-u, gdje predstavljaju najveću latinoameričku etničku grupu.
Većini Meksikanaca oko 92,17 % materinji jezik je španjolski, te su najbrojniji narod španjolskog govornog područja u svijetu. Iako velika većina govori španjolski de facto drugi najzastupljeniji jezik među Meksikancima je engleski s obzirom na regionalnu blizinu SAD-a. Osim španjolskog i engelskog Meksikanici govore i 62 jezika iz skupine amerindijanskih jezika. Oko 6.044.547 Meksikanaca (5,4 %) govori autohtone jezike prema popisu stanovništva iz 2000. godine u Meksiku. Tu su i Meksikanci koji žive u inozemstvu i govore autohtone jezike ali njihov broj je nepoznat.